# Sudamérica XV
Sudamérica XV (noto in inglese anche come South American Jaguars) è il nome assunto da una selezione internazionale sudamericana di rugby a 15 composta principalmente di giocatori provenienti dall'Argentina con integrazioni dal Cile, Uruguay e Paraguay che, tra il 1980 e il 1984, disputò diversi incontri contro selezioni sudafricane, di cui 8 test match contro gli Springbok.
Capitano della formazione era il mediano d'apertura argentino Hugo Porta, che disputò tutti gli 8 test match e detiene il record di punti marcati per tale selezione, 61; il primato di mete marcate appartiene a 10 giocatori, in quanto nessuno tra coloro che andarono a meta ne realizzò più d'una.
Degli 8 test match disputati dal Sudamérica XV, 6 si tennero in Sudafrica (Pretoria 2 incontri, poi Johannesburg, Durban, Bloemfontein e Città del Capo) e due in America meridionale (Montevideo, in Uruguay, e Santiago del Cile).

## Storia
Alla fine degli anni settanta la federazione argentina fu invitata dai sudafricani a effettuare un tour nel loro Paese; le due selezioni nazionali si erano affrontate una sola volta in precedenza, nel 1965, in un incontro senza valenza di test match, ma nel 1980 il Sudafrica si trovava sotto bando internazionale dell'ONU per via della sua politica di apartheid; non fu quindi possibile all'Argentina affrontare gli Springbok, né ospitarli sul proprio terreno.
La stessa Argentina, inoltre, che in quel periodo era retta dalla giunta militare capeggiata dal generale Videla, non aveva interesse a forzare l'embargo per non avere problemi con l'ONU a causa delle varie denunce di sparizione degli oppositori politici del regime.
La soluzione adottata dalla federazione argentina fu quella di costituire una selezione continentale insieme ad altri Paesi ispanofoni dell'area rugbistica (Cile, Paraguay e Uruguay, da cui anche il nome di Hispanoamérica XV).
Nonostante la presenza delle altre tre federazioni, il nucleo forte della squadra fu quello dell'Argentina, la quale, oltre al capitano Hugo Porta, schierava diversi elementi che poi figurarono, anni dopo, nella Coppa del Mondo di rugby 1987 (Marcelo Campo, Diego Cash, Serafín Dengra, Rafael Madero, lo stesso Porta, mentre “Topo” Rodríguez, all'epoca ancora argentino, nel 1987 fu presente alla competizione con la maglia dell'Australia, e Marcelo Loffreda, seppur mai sceso in campo da giocatore nella massima rassegna internazionale, divenne allenatore della Nazionale e guidò l'Argentina al terzo posto assoluto alla Coppa del Mondo di rugby 2007).

### Gli incontri
Nel 1980 si tennero 4 test match, due in Sudafrica (in maggio) e due in Sud America (in ottobre): il risultato fu di quattro vittorie a zero per i sudafricani; l'esordio fu un 9-24 a Johannesburg, preceduto da quattro incontri risoltisi in altrettante vittorie per i sudamericani contro Boland, Northern Free State, le Gazelles (l'Under-21 sudafricana) e il South Eastern State.

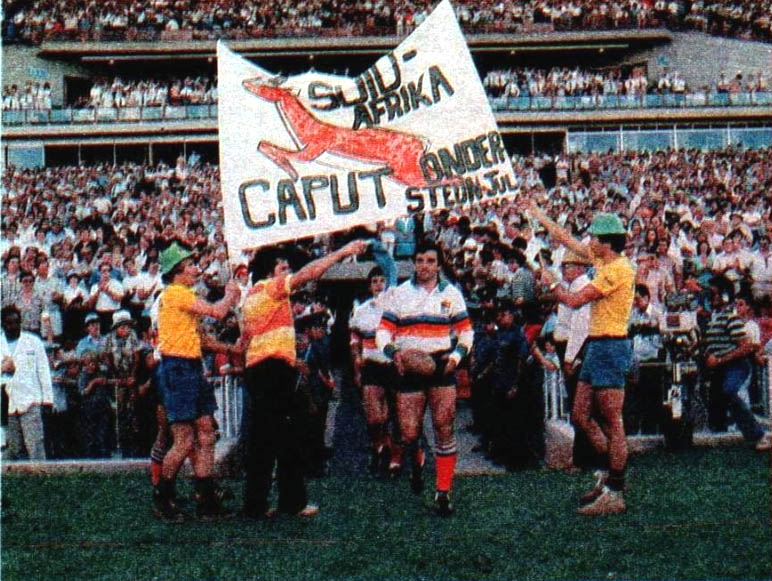
Hugo Porta guida la squadra a Bloemfontein nel 1982

Allenatore della squadra era l'allora C.T. dell'Argentina, Rodolfo O'Reilly.
Dopo un'ulteriore vittoria contro il Western Province, il Sudamerica perse anche il secondo test match 9-18.
Al ritorno in America meridionale il Sudafrica si impose 22-13 a Montevideo e, una settimana più tardi, a Santiago del Cile per 30-16.
La spedizione del marzo-aprile 1982 è quella che registrò al contempo il migliore e il peggiore risultato di sempre della selezione sudamericana: alla sconfitta per 18-50 subìta a Pretoria, con 7 mete sudafricane, fece seguito la vittoria per 21-12 a Bloemfontein grazie a un full house di Hugo Porta che realizzò l'intero score della sua squadra: una meta, una trasformazione, quattro calci piazzati e un drop.
La spedizione del 1984 fu quella che pose più problemi dal punto di vista politico e diplomatico: per la prima volta furono invitati anche rugbisti provenienti dal Perù e dalla Spagna ma il governo argentino, nel frattempo tornato alla democrazia dopo la parentesi della giunta militare, sconsigliò alla federazione di aderire ufficialmente al terzo invito sudafricano; fu trovata una soluzione diplomatica in base alla quale la Federazione stessa, pur declinando l'invito, dichiarò di non poter impedire che propri tesserati si recassero da privati cittadini in Sudafrica, né che disputassero incontri di rugby purché si astenessero «dall'utilizzare stemmi, insegne o qualunque simbologia che potesse identificarsi [con l'Argentina]».
Fu così che i giocatori della selezione figurarono in Sudafrica a titolo individuale.
Gli Springbok vinsero entrambi i test match, quello di Pretoria per 32-15 (in un incontro in cui andò a segno anche il terza centro Nick Mallett, futuro C.T. dell'Italia) e quello di Città del Capo per 22-13.
Furono, in totale, 114 punti quelli segnati dal Sudamérica XV, a fronte di 210 subìti.
Il miglior realizzatore fu Hugo Porta che andò a segno in 6 degli 8 test match con una meta, 8 calci di trasformazione, 13 calci piazzati e 2 drop per un totale di 61 punti; ancora Porta fu il recordman di presenze, essendo sceso in campo in tutti gli 8 test match; per quanto riguarda le mete realizzate, il Sudamérica XV ne realizzò complessivamente 10 con altrettanti giocatori (nell'ordine Travaglini, Cubelli, Madero, Campo, Iachetti, Puccio, Porta, de Vedía, Palma e Sansot).

### La nuova vita della selezione
Non vi furono più altri incontri tra sudafricani e sudamericani fino al novembre 1993 allorquando, terminato l’apartheid e rimosso il bando internazionale, gli Springbok si recarono a Buenos Aires per il primo test match assoluto concesso ai Pumas: in tale incontro l'unico reduce della selezione del Sudamérica XV fu Diego Cuesta Silva (presente nell'ultima serie di incontri del 1984).
In tempi più recenti la CONSUR, organismo continentale di coordinamento del rugby a 15 sudamericano, rimise in campo la squadra nel 2011: una selezione internazionale nota come Sudamérica XV o CONSUR XV disputò ad agosto di quell'anno a San Juan, in Argentina, un incontro senza valore di test match contro i Pumas, nel quadro degli incontri di preparazione di questi ultimi alla Coppa del Mondo di rugby 2011; la formazione, sconfitta 15-78, era composta da 10 giocatori provenienti dall'Argentina, quattro ciascuno dall'Uruguay e dal Cile, due dal Brasile e uno ciascuno da Colombia, Perù e Venezuela.
I commissari tecnici erano il cileno Daniel Graco, l'uruguaiano Sebastian Piñeyrúa e l'argentino Raúl Pérez.

## Itest match

### 1980
| Arbitro: | Rowlands |

|                                |      |               |
| T. du Plessis Germishuys Mordt | mt   | G. Travaglini |
| N. Botha (3)                   | tr   | Loffreda      |
| N. Botha                       | c.p. | Loffreda      |
| N. Botha                       | drop |               |

| Arbitro: | Rowlands |

|               |      |              |
| M. du Plessis | mt   |              |
| N. Botha      | tr   |              |
| N. Botha      | c.p. | Piccardo (3) |
| N. Botha (3)  | drop |              |

| Arbitro: | Prideaux |

|                |      |                           |
| Cubelli Madero | mt   | T. Burger Gerber Stofberg |
| Porta          | tr   | N. Botha (2)              |
|                | c.p. | N. Botha                  |
| Landajo        | drop | N. Botha                  |

| Arbitro: | Prideaux |

|                |      |                                               |
| Campo Iachetti | mt   | M. du Plessis Gerber Germishuys (2) Mordt (2) |
| Porta          | tr   | N. Botha (3)                                  |
| Porta          | c.p. |                                               |
| Porta          | drop |                                               |

### 1982
| Arbitro: | Stefanus Strydon |

|                                                             |      |           |
| CJ du Plessis W. du Plessis Gerber (3) Mordt (2) Oosthuizen | mt   | Puccio    |
| N. Botha (6)                                                | tr   | Porta     |
| Heunis                                                      | c.p. | Porta (4) |
| N. Botha                                                    | drop |           |

| Arbitro: | Frans Muller |

|           |      |           |
| Gerber    | mt   | Porta     |
| N. Botha  | tr   | Porta     |
| Botha (2) | c.p. | Porta (4) |
|           | drop | Porta     |

### 1984
| Arbitro: | René Hourquet |

|                                       |      |                |
| Gerber Heunis Louw Mallett Serfontein | mt   | de Vedía Palma |
| Tobias (2) Gerber                     | tr   | Porta (2)      |
| Tobias                                | c.p. | Porta          |

| Arbitro: | René Hourquet |

|                                     |      |           |
| CJ du Plessis Ferreira Gerber Mordt | mt   | Sansot    |
| Tobias (2)                          | c.p. | Porta (3) |

## Altri incontri internazionali
| Arbitro: | Javier Mancuso |

| |      |                    |
| 2’, 30’, 40’ Imhoff 4’, 28’ Agulla 26’ Borges 44’, 76’ Carballo 52’, 55’ Lalanne 62’ Rodríguez Gurruchaga 80’ Gosio | mt   | 75’, 78’ Rodríguez |
| 2’, 28’, 30’, 40’ F. Contepomi 52’, 55’, 62’, 76’, 80’ N. Sánchez                                                   | tr   | 78’ Petit          |
| | c.p. | 37’ Madero         |

| Arbitro: | Joaquín Montes |

|                                  |    |                                                                   |
| 17’ tecnica 43’ Sansot 68’ Magno | mt | 20’, 47’ Foden 29’, 32’, 35’ B. Vunipola 39’ Wood 58’ Doran-Jones |
| 18’, 44’, 69’ Madero             | tr | 30’, 33’, 40’ Myler                                               |